# Nuno Barreto
Nuno Barreto, född den 29 april 1972 i Lissabon, är en portugisisk seglare.
Han tog OS-brons i 470 i samband med de olympiska seglingstävlingarna 1996 i Atlanta.